# Маккабіада

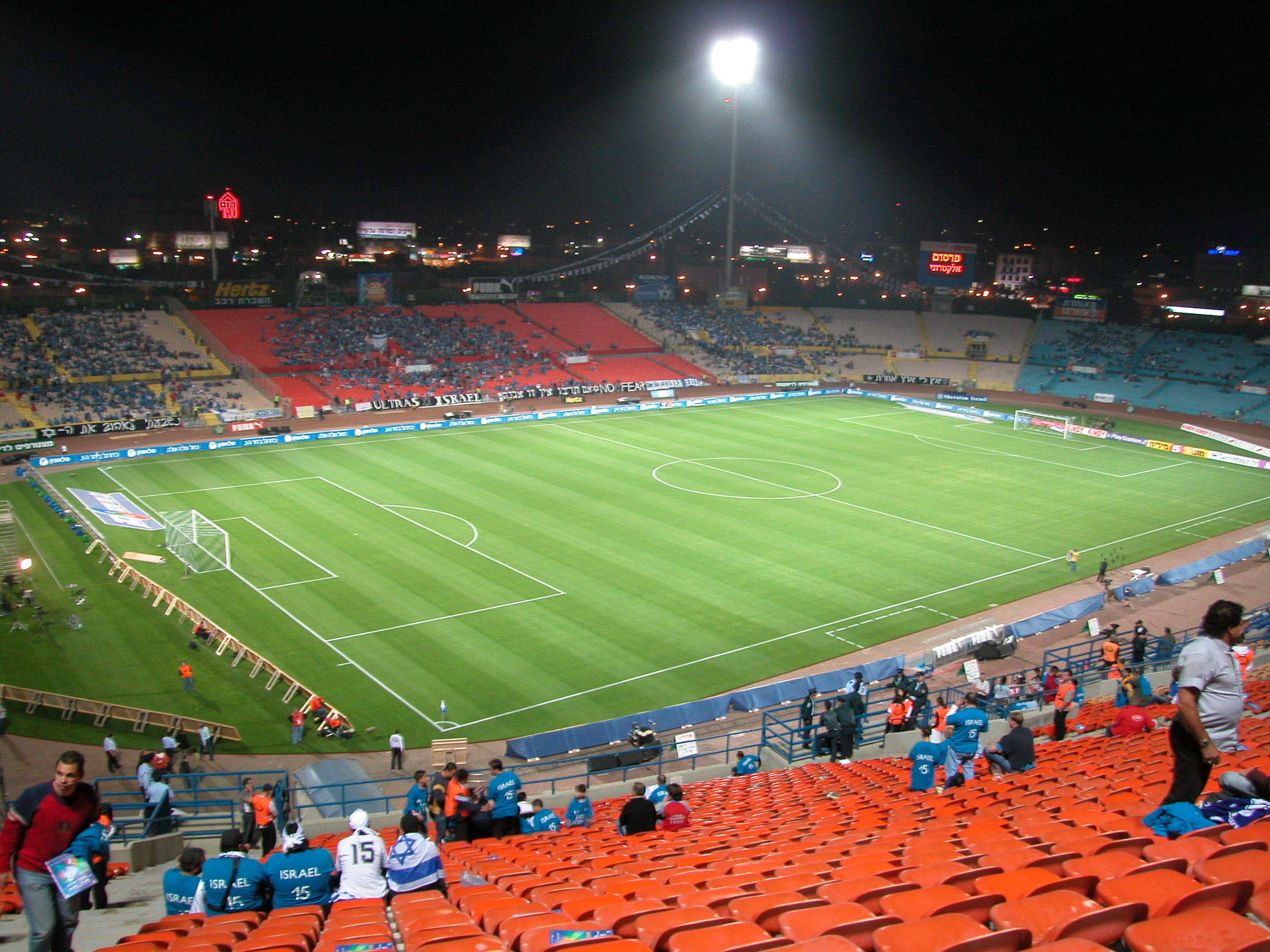
Стадіон Рамат-Ган, на якому проводиться відкриття Маккабіад

Маккабіада, Маккабіанські ігри (івр. מַכַּבִּיָּה) — міжнародні спортивні змагання за зразком Олімпійських ігор, які проводяться раз у чотири роки в Ізраїлі Всесвітнім спортивним товариством «Маккабі». Брати участь у Маккабіаді історично могли тільки євреї, але в останні роки участь у ній можуть брати громадяни Ізраїлю, що належать до інших віросповідань та етнічних груп. Підняття спортивного рівня єврейської молоді і посилення почуття приналежності до єдиного народу — заявлена мета проведення Маккабіади.

## Історія
У 1921 році ідея єврейської олімпіади була вперше висунута одним із засновників і керівників спортивного товариства «Маккабі» Йосефом Ієкутіелі. Він висунув свій план на конгресі Всесвітнього спортивного товариства «Маккабі» в Остраві (Чехословаччина) в 1929 році. План був прийнятий, і 28 березня 1932 року в Тель-Авіві відкрилася перша Маккабіада, в якій взяли участь 500 спортсменів з 23 країн (за іншими даними, 390 спортсменів з 14 країн). Маккабіаді передували кілька рекламних велосипедних турне, цілями яких були агітація потенційних учасників та збір пожертвувань. Маршрут першого турне, в 1930 році, проліг між Тель-Авівом і Антверпеном. За час другого турне, 1931 року, були відвідані Єгипет, Греція, Болгарія, Сербія і Хорватія, Австрія, Німеччина, Франція, Велика Британія та Ліван. До відкриття Маккабіади було приурочено відкриття першого в Палестині стадіону в Тель-Авіві. Ігри відкрив парад учасників, очолюваний особисто мером Тель-Авіва Дізенгофом верхи на білому коні. Перші місця в загальному медальному заліку завоювали делегації Польщі, Австрії та США.
Друга Маккабіада проведена в Палестині 1935 року як «єврейська альтернатива» Олімпійським іграм 1936 року в нацистській Німеччині. У заходах II Маккабіади взяли участь 1700 спортсменів-євреїв з 27 країн (за іншими даними, 1250 спортсменів з 28 країн, включаючи Німеччину). Серед учасників II Маккабіади — чемпіонка Олімпіади 1932 року в Лос-Анджелесі в метанні диска Ліліан Коупленд.
Перші два місця в загальному медальному заліку завоювали Австрія і Німеччина; команда ішува посіла загальне третє місце. Багато хто з учасників (у тому числі делегації Болгарії та Литви — в повному складі) після ігор нелегально залишилися в Палестині, що дало підставу називати надалі II Маккабіанські гри «Маккабіадою алії». Наслідком цього стало те, що III Маккабіада, запланована на 1938 рік, оскільки планувалося проводити Маккабіаду кожні три роки[джерело?], на відміну від Олімпіади, що проходить раз на 4 роки, не відбулася через протидію британської мандатної влади, що побоювалася продовження нелегальної імміграції зарубіжних учасників. Наступні Маккабіанські ігри пройшли тільки в 1950 році у відродженому Ізраїлі за участю 800 єврейських спортсменів з 19 країн (країни Східної Європи представлені не були). Ці ігри, за відсутності хворого президента Ізраїлю Хаїма Вейцмана, відкривав спікер Кнесету Йосеф Шпрінцак.З 1960 року Маккабіади визнані МОК як регіональні спортивні заходи під егідою МОК і міжнародних спортивних федерацій.
Починаючи з VI Маккабіади, учасників ігор розміщують у спеціально для цього побудованому «Маккабійському селищі» («Кфар ха-Маккабія», івр. כפר המכביה). Також починаючи з цієї Маккабіади, ігри, що до цього проводилися у дні свята Суккот, були перенесені на час літніх канікул, щоб полегшити можливість участі гостям з-за кордону, особливо студентам.
На VII Маккабіаді 1965 року п'ятнадцятирічний Марк Шпітц, майбутній дев'ятиразовий олімпійський чемпіон Мехіко і Мюнхена, завоював 4 золотих медалі у плаванні. Частина баскетбольних і боксерських матчів проходили в недавно побудованому спорткомплексі «Яд-Еліяху». За баскетбольну збірну США виступав Таль Броді, майбутня зірка тель-авівського «Маккабі». Західнонімецьке телебачення зняло про ці ігри документальний фільм «Європейська Олімпіада», який транслювався в Австрії, Бельгії, Нідерландах, Франції і Швейцарії, але не в Ізраїлі, де ще не було телебачення.
IX Маккабіада, що проходила під знаком пам'яті про ізраїльських спортсменів, убитих в теракті на Мюнхенській Олімпіаді, вперше в історії висвітлювалася єдиним на той момент каналом ізраїльського телебачення.
В іграх Десятої Маккабіади вперше взяли участь понад 2000 спортсменів, які представляли 33 країни. Ці ігри стали рекордною за кількістю учасників спортивною подією на Близькому Сході, і в подальшому кількість спортсменів на Маккабіадах продовжувало зростати.
XIII Маккабіанські ігри в 1989 році були ознаменовані розширенням списку країн-учасниць завдяки поверненню представників країн соціалістичного табору.
Серед почесних гостей на відкритті XIV Маккабіади — особисто президент МОК Хуан Антоніо Самаранч і актор Роберт де Ніро. Кількість спортсменів-учасників вперше перевищила п'ять тисяч. Збірна Ізраїлю, після багаторічного домінування команд США, перемогла в загальному медальному заліку.

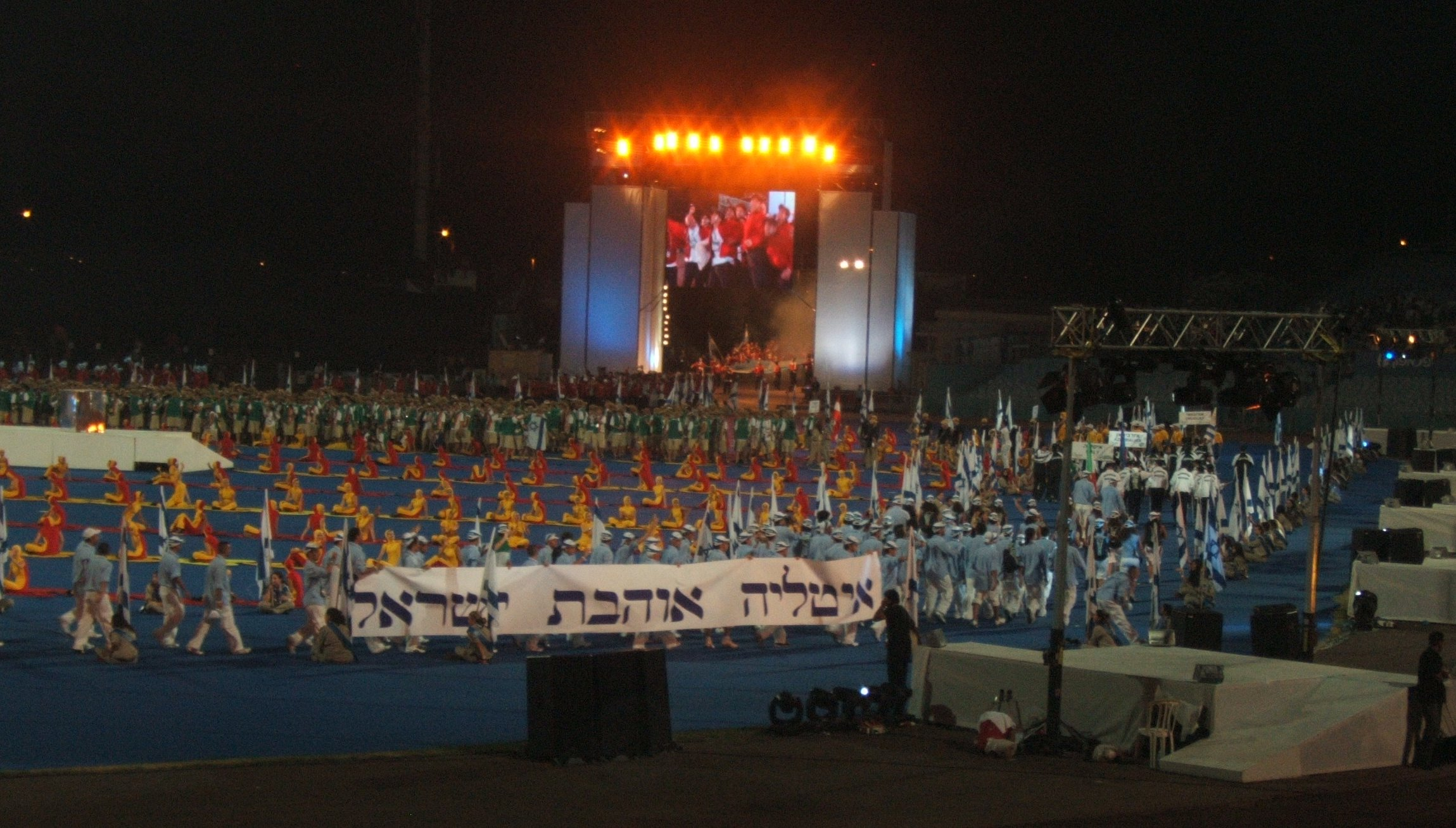
Церемонія відкриття XVII Маккабіади

XV Маккабіада увійшла в історію як одна із трагічних сторінок в історії спорту в Ізраїлі та Австралії. На церемонії відкриття ігор під час проходження учасників по пішохідному мосту через річку Яркон міст завалився, і в результаті загинули чотири члени австралійської делегації і десятки отримали травми різного ступеня тяжкості.
З 13 по 23 липня 2009 року в Ізраїлі проходила XVIII Маккабіада, в якій брали участь понад 7300 спортсменів-євреїв з 65 країн світу, а також 2000 атлетів з Ізраїлю. Даний спортивний захід став найбільшим за всю історію проведення. На церемонії відкриття ігор на стадіоні Рамат-Гана були присутні понад 40000 глядачів.
XIX Маккабіада проходила в Ізраїлі з 18 по 30 липня 2013 року
XX Маккабіада проходила в Ізраїлі з 4 по 18 липня 2017 року.

## Організація
Маккабіади проходять тільки в Ізраїлі і в даний час проводяться в трьох категоріях: відкрита категорія, юніори (з 1985 року) та майстри. У відкритих Маккабіанських іграх може брати участь будь-який єврей і будь-який громадянин Ізраїлю незалежно від етнічної приналежності та віросповідання. У юніорських змаганнях можуть брати участь юнаки і дівчата віком 15-18 років. Змагання майстрів в свою чергу діляться на кілька вікових категорій і призначені для учасників у більш зрілому віці.
Змагання проводяться в тих видах спорту, в яких представлені чотири і більше (три і більше для жіночих і юніорських змагань) країн-учасниць. Якщо в змаганні беруть участь тільки три спортсмени, бронзова медаль не присуджується. В останні десятиліття, у міру того, як великі єврейські клуби за кордоном переносять акцент зі спорту досягнень на масову участь членів єврейських громад в спортивному дозвіллі, на Маккабіадах зростає число учасників у неолімпійських видах спорту, таких, як боулінг, крикет, сквош і бридж.

## Країни-учасниці
- Албанія
- Аргентина
- Австралія
- Австрія
- Азербайджан
- Барбадос
- Білорусь
- Бельгія
- Болівія
- Бразилія
- Канада
- Кайманові Острови
- Чилі
- КНР
- Коста-Рика
- Куба
- Кюрасао
- Чехія
- Данія
- Домініканська Республіка
- Сальвадор
- Фінляндія
- Франція
- Грузія
- Німеччина
- Гібралтар
- Велика Британія
- Греція
- Гондурас
- Гонконг
- Угорщина
- Індія
- Ірландія
- Ізраїль
- Італія
- Ямайка
- Японія
- Казахстан
- Киргизстан
- Латвія
- Литва
- Північна Македонія
- Мексика
- Молдова
- Марокко
- Нідерланди
- Нікарагуа
- Норвегія
- Панама
- Парагвай
- Перу
- Польща
- Португалія
- Пуерто-Рико
- Росія
- Сербія
- Сінгапур
- Словаччина
- Словенія
- ПАР
- Південна Корея
- Іспанія
- Суринам
- Швеція
- Швейцарія
- Республіка Китай
- Таїланд
- Туреччина
- Україна
- США
- Уругвай
- Узбекистан
- Венесуела
- В'єтнам

### Колишні
- Вірменія
- Аруба
- Багамські Острови
- Бермудські Острови
- Боснія і Герцеговина
- Бруней
- Болгарія
- Китайський Тайбей
- Конго-Кіншаса
- ДР Конго
- Республіка Конго
- Колумбія
- Хорватія
- Кіпр
- Чехословаччина
- Гданськ
- НДР
- Еквадор
- Єгипет
- Британський мандат у Палестині
- Естонія
- Ефіопія
- Гренада
- Гуам
- Гватемала
- Гвінея-Бісау
- Іран
- Джерсі
- Кенія
- Ліван
- Лівія
- Люксембург
- Мальта
- Маврикій
- Монако
- Монголія
- Нова Зеландія
- Північна Ірландія
- Палау
- Федерація Родезії та Ньясаленду
- Румунія
- Самоа
- Шотландія
- СРСР
- Сирія
- Американські Віргінські Острови
- Західна Німеччина
- Соціалістична Федеративна Республіка Югославія
- Заїр
- Замбія
- Зімбабве

## Знамениті учасники Маккабіад
Серед знаменитих спортсменів, які брали участь у Маккабіадах:
- В баскетболі — Таль Броді; олімпійський чемпіон Монреаля Ерні Грюнфельд
- У вільній боротьбі — чемпіон Олімпіади 1948 року в Лондоні Генрі Віттенберг
- У гімнастиці — п'ятиразова олімпійська чемпіонка, Агнеш Келеті, уродженка Угорщини, яка емігрувала до Австралії після угорських подій 1956 року, а рік потому, після V Маккабіади, репатріювалась в Ізраїль; олімпійський чемпіон Барселони Валерій Біленький; олімпійська чемпіонка Атланти Керрі Страг
- В легкій атлетиці — Ліліан Коупленд; олімпійський чемпіон Токіо в естафеті 4Х100 метрів Джеррі Ешворт; олімпійський чемпіон Мехіко у бігу з перешкодами Амос Бівотт
- В настільному тенісі — багаторазова чемпіонка світу Анджеліка Розяну
- У плаванні — Марк Спітц; чотириразовий чемпіон Сіднея і Афін Ленні Крайзельбург; чотириразовий олімпійський чемпіон Сіднея, Афін і Пекіна Джейсон Лезак; триразовий олімпійський чемпіон Сіднея і Ріо-де-Жанейро Ентоні Ервін і олімпійський чемпіон Лондона Фаб'єн Жило[17]
- У тенісі — олімпійський чемпіон Афін Ніколас Массу; володарка двох Кубків Федерації і переможниця показового тенісного турніру на Олімпіаді в Мехіко Джулі Хелдман; призер Сеула Бред Гілберт; переможець більш ніж ста турнірів в одиночному і парному розрядах Том Оккер
- У важкій атлетиці — чемпіон Олімпіади 1948 року Френк Спеллмен; олімпійський чемпіон Мельбурна Айзек Бергер, який побив на Маккабіаді 1957 року світовий рекорд[18]
- У фехтуванні — олімпійський чемпіон Барселони Вадим Гутцайт; олімпійський чемпіон Атланти і Сіднея Сергій Шариков; олімпійська чемпіонка Сіднея Марина Мазіна
- У хокеї на траві — Олімпійська чемпіонка Лос-Анджелеса Каріна Беннінга
- У шахах — віце-чемпіон світу 2007 року Борис Гельфанд і володарка вищого рейтингу ФІДЕ в світі серед жінок Юдіт Полгар